# Yasin Yağız
Yasin Yağız es un deportista turco que compitió en taekwondo. Ganó una medalla en el Campeonato Mundial de Taekwondo de 1999 y dos medallas en el Campeonato Europeo de Taekwondo, en los años 1998 y 2000.

## Palmarés internacional
| Campeonato Mundial | Campeonato Mundial       | Campeonato Mundial | Campeonato Mundial |
| Año                | Lugar                    | Medalla            | Categoría          |
| ------------------ | ------------------------ | ------------------ | ------------------ |
| 1999               | Edmonton (Canadá)        | Medalla de plata   | –84 kg             |
| Campeonato Europeo |                          |                    |                    |
| Año                | Lugar                    | Medalla            | Categoría          |
| 1998               | Eindhoven (Países Bajos) | Medalla de plata   | –84 kg             |
| 2000               | Patras (Grecia)          | Medalla de bronce  | –84 kg             |